# Andreas Galau

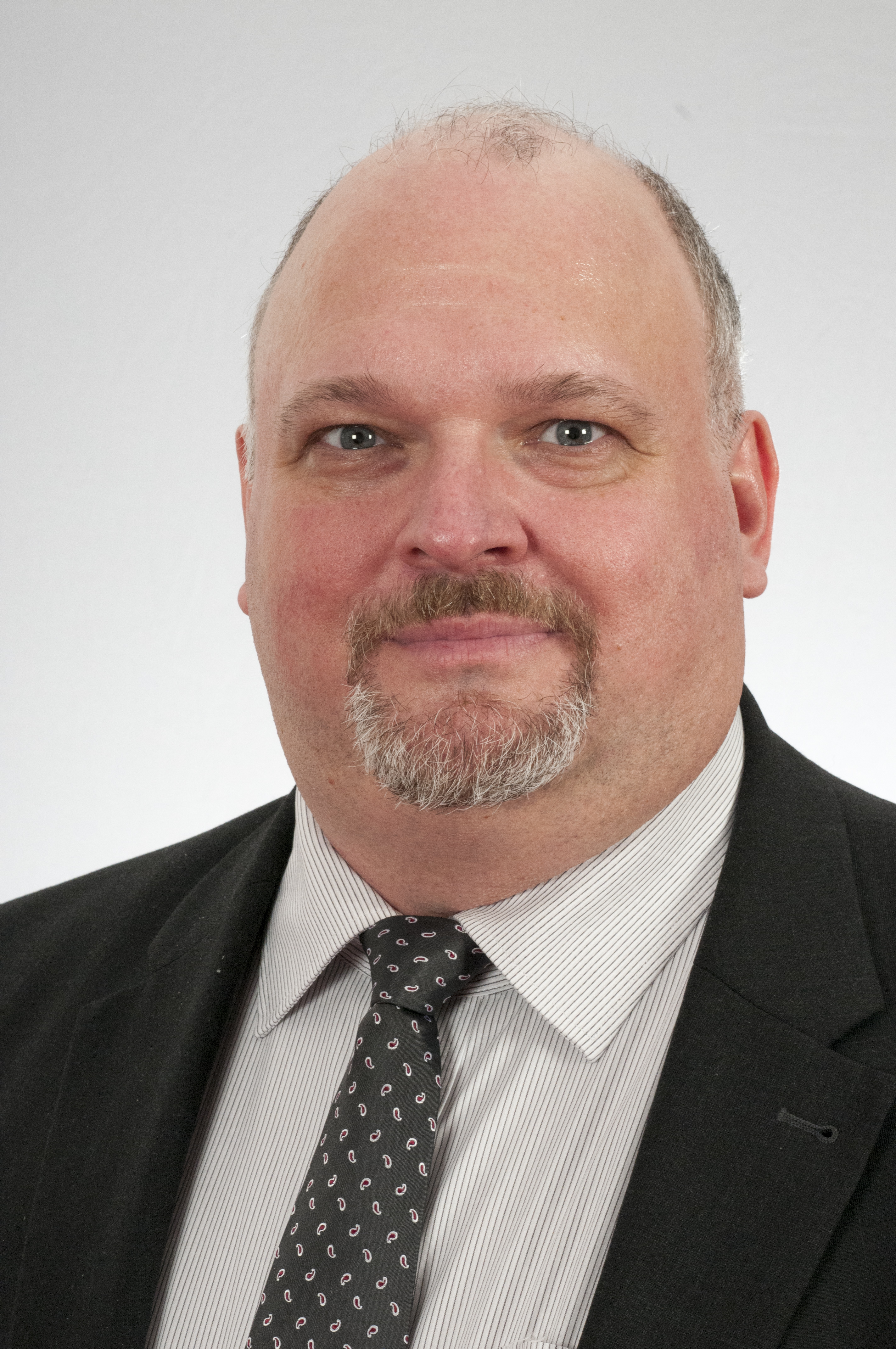
Andreas Galau (2016)

Andreas Galau (* 12. Dezember 1967 in West-Berlin) ist ein deutscher Verwaltungsbeamter und rechtsextremer Politiker (AfD). Seit 2014 ist er Mitglied des Landtags Brandenburg und war von 2019 bis 2024 dessen Vizepräsident.

## Leben
Galau stammt aus Berlin-Wedding. Er besuchte die Freiherr-vom-Stein-Oberschule in Berlin-Spandau. Nach dem Abitur 1987 studierte er an der Fachhochschule für Verwaltung und Rechtspflege Berlin (Diplom-Verwaltungswirt (FH), 1990). Seit dem Studium gehört er der schlagenden Landsmannschaft Thuringia Berlin (CC), mittlerweile als Alter Herr, an.
Nach dem Abschluss seiner Ausbildung beim Bezirksamt Spandau 1992 arbeitete Galau in der heutigen Berliner Senatsverwaltung für Arbeit, Integration und Frauen. Er war zunächst im Haushaltsreferat und dann im Bereich Organisation/IT tätig. Das Beamtenverhältnis auf Lebenszeit des Systemadministrators ruht seit dem Landtagsmandat.
Galau ist verheiratet und Vater von zwei Kindern. Er wohnt in Hennigsdorf.

## Politik

### Partei
Galau war zunächst stellvertretender Vorsitzender der Schüler Union in Berlin. Parteipolitisch war Galau von 1985 bis 1987 Mitglied der CDU, von 1987 bis 1990 der Republikaner und von 1992 bis 2013 der FDP.
Im Mai 2013 wurde er Mitglied der AfD, bei der er im Dezember 2013 Kreisvorsitzender Oberhavel (AfD Brandenburg) wurde.

### Abgeordneter
Bei der Landtagswahl in Brandenburg 2014 war Galau Direktkandidat für seine Partei im Wahlkreis 7 (Oberhavel I). Er erhielt 11,8 Prozent der Erststimmen und zog über die Landesliste (Platz 7) in den 6. Landtag Brandenburg ein. Er war ordentliches Mitglied des Petitionsausschusses (A2), des Ausschusses für Haushalt und Finanzen (A11) und des NSU-Untersuchungsausschusses (UA 6/1).
Bei der Landtagswahl 2019 zog Galau erneut über die Landesliste in den Landtag ein. Im 7. Landtag Brandenburg war Galau ordentliches Mitglied des Wahlprüfungsausschusses, des Ausschusses für Haushalt und Finanzen, der Parlamentarischen Konferenz Berlin-Brandenburg und ab 2020 des Richterwahlausschusses. Er wurde zudem 2019 zum Vizepräsident des Landtags gewählt; dieses Amt übte er bis zum Ende der Legislaturperiode 2024 aus.
Bei der Landtagswahl 2024 zog Galau erstmals über das Direktmandat im Landtagswahlkreis Uckermark III/Oberhavel IV in den Landtag ein.
Bei der Bundestagswahl 2025 erhielt Galau mit 30,8 % die meisten Erststimmen im Wahlkreis Oberhavel – Havelland II, zog aber aufgrund der  fehlenden Zweitstimmendeckung seiner Partei nicht in den Bundestag ein.

### Landtagsvizepräsident
In seiner Funktion als Landtagsvizepräsident versuchte Galau, eine von der CDU beantragte Aktuelle Stunde zum rassistischen Anschlag in Hanau 2020 von der Tagesordnung des Brandenburger Landtages abzusetzen. Nach einem Eilantrag der CDU Brandenburg urteilte das Landesverfassungsgericht Brandenburg, Galau stehe ein „von ihm der Sache nach geltend gemachtes Prüfungsrecht auf der Grundlage der Rechtsprechung des Verfassungsgerichts nicht zu“, da er zur Neutralität verpflichtet sei.
Nach der Änderung der Brandenburger Landesverfassung am 23. Juni 2022 forderten mehrere politische Jugendorganisationen die Abwahl von Galau.